# Ayumu Kusaka
Ayumu Kusaka (日下 歩睦 Kusaka Ayumu?,  Morioka, Prefectura de Iwate, 30 de marzo de 1992) es un Idol, cantante, actor y bailarín japonés, conocido por ser miembro de la unidad musical A-Step. En 2017 y, por razones no específicadas, Kusaka suspendió sus actividades profesionales por tiempo indefinido.

## Biografía
Kusaka nació el 30 de marzo de 1992 en la ciudad de Morioka, prefectura de Iwate. Se graduó de la Morioka Municipal High School y debutó como cantante indie con el sencillo Shinguru/Aka. En 2012, pasó a formar parte de A-Step.

## Filmografía

### Películas
- Dragon Yankee (2015) como Ichi Tachibana

### Teatro
- Dragon Yankee como Ichi Tachibana
- Bad King como Ken'ichi Ue

### Show de variedades
- DO-san Kotaimu213[2]